# السنانية
السنانية هي إحدى قرى مركز دمياط التابع لمحافظة دمياط بجمهورية مصر العربية.

## التاريخ
قرية السنانية من القرى القديمة، واسمها الأصلي «منية سنان الدولة» ضمن نواحي ثغر دمياط في كتاب «التحفة السنية في أسماء البلاد المصرية» لابن الجيعان الذي حصر القرى المصرية بعد الروك الناصري الذي أجراه السلطان المملوكي الناصر محمد بن قلاوون سنة 715هـ/1315م. ثم اختصر اسمها إلى «السنانية» في تاريخ 1228هـ/1813م الذي عدّ قرى مصر بعد المسح الذي قام به محمد علي باشا ضمن قرى مديرية الغربية.